# Porto Salvo
Porto Salvo é uma vila portuguesa sede da Freguesia de Porto Salvo do Município de Oeiras, freguesia com 15,83 km² de área e 15098 habitantes (censo de 2021), tendo, assim, uma densidade populacional de 953,8 hab./km².
A freguesia foi oficialmente criada em 11 de junho de 1993, por desmembramento de território das freguesias de Barcarena e Oeiras e São Julião da Barra.
Por sua vez, a povoação de Porto Salvo foi elevada à categoria de vila em 12 de Julho de 2001.

## Geografia
Limita com as freguesias Rio de Mouro, a norte; Barcarena, a leste, Oeiras e São Julião da Barra, Paço de Arcos e Caxias, a sul, e São Domingos de Rana, a oeste.
Inclui os lugares de Talaíde, Leião, Vila Fria, Casal da Choca, Casal do Deserto e Laje.

## História
Originalmente consistia num pequeno núcleo na confluência das estradas de Oeiras e Paço de Arcos que não se alargava para além do lugar onde hoje se situa a sua igreja. Regista-se a sua existência na Idade Média (1362), dominada pela atividade agrícola, pecuária e extrativa, e sendo então a segunda localidade mais importante do reguengo de Oeiras. Deve o seu crescimento à implantação de uma ermida no alto ou outeiro de Caspolima (1530) em invocação a Nossa Senhora do Porto Salvo, cujo culto fervoroso acabou por levar à sua atual designação em detrimento do topónimo patrimonial, Caspolima, em desuso a partir do século XVIII.
É um importante pólo económico do município e da região, contando com dois grandes parques tecnológicos e empresariais — o Lagoas Park e o Taguspark (onde se encontra um campus do Instituto Superior Técnico).

## Demografia
A população registada nos censos foi:
| Distribuição da População por Grupos Etários | Distribuição da População por Grupos Etários | Distribuição da População por Grupos Etários | Distribuição da População por Grupos Etários | Distribuição da População por Grupos Etários |
| -------------------------------------------- | -------------------------------------------- | -------------------------------------------- | -------------------------------------------- | -------------------------------------------- |
| Ano                                          | 0-14 Anos                                    | 15-24 Anos                                   | 25-64 Anos                                   | > 65 Anos                                    |
| 2001                                         | 2331                                         | 2308                                         | 7429                                         | 1656                                         |
| 2011                                         | 2556                                         | 1742                                         | 8543                                         | 2316                                         |
| 2021                                         | 2343                                         | 1697                                         | 7812                                         | 3246                                         |

## Coletividades
- Atlético Clube de Porto Salvo, fundado em 20 de Junho de 1948. Modalidades: Futebol, Atletismo. Complexo Desportivo: Adriano Canas.
- Clube Recreativo Leões de Porto Salvo, fundado em 23 de Maio de 1970;
- GASTagus - Associação Juvenil;
- Grupo Recreativo e Desportivo Ribeira da Lage;
- ProAtlântico - Associação Juvenil;
- Sociedade de Instrução Musical de Porto Salvo.

## Património
- Capela de Nossa Senhora de Porto Salvo
- Quinta de Santa Bárbara de Talaíde  - Morgadio com Capela de S. Domingos - 1735

## Ligações Externas
- «Site da Câmara Municipal de Oeiras»
- «Junta de Freguesia de Porto Salvo»
- «Clube Recreativo Leões de Porto Salvo»
- «ProAtlântico - Associação Juvenil»
- «Paróquia de Nossa Senhora de Porto Salvo»